# SLA Radical Dance Disco Club
SLA Radical Dance Disco Club é o álbum de estreia da cantora e compositora brasileira Fernanda Abreu. O seu lançamento ocorreu em 1990, através da EMI-Odeon. O disco vendeu ao todo 260 mil cópias.

## Antecedentes
Em 1987 o diretor da EMI, Jorge Davidson, ofereceu um contrato de gravação para Fernanda Abreu, afirmando que ela deveria aproveitar enquanto ainda estava forte no imaginário do público após participar da banda BLITZ, porém a cantora recusou, explicando que ainda não tinha material próprio e que não iria gravar um disco que não fosse autoral, colocando apenas a voz em um material de terceiros. Em 1989, Abreu procurou Davidson para mostrar uma fita demo com quatro faixas autorais produzidas por Herbert Vianna, tendo foco na música pop que era feita nos Estados Unidos e longe do rock do antigo grupo. O diretor afirmou que não havia mercado no Brasil para o pop, até então inédito, porém Abreu garantiu que poderia ganhar notoriedade: "Eu falei 'não tinha, mas vamos inaugurar'".
Seu álbum de estreia, SLA Radical Dance Disco Club, foi lançado oficialmente em 17 de março, trazendo nove das onze faixas compostas por Fernanda em parceria com outros músicos, além das versões de hits de música disco: "Kung Fu Fighting", de Carl Douglas, e "Got To Be Real", de Cheryl Lynn – sob o nome de "Luxo Pesado" e interpretada parte em português, parte originalmente em inglês.

## Singles
Em 2 de fevereiro de 1990 é lançado seu primeiro single, "A Noite", trazendo a mescla entre a música pop e o dance-pop inédito no Brasil. A faixa trazia samplers de "D.I.S.C.O", do grupo Ottawan, e de "Lady Marmalade", de Labelle, sendo também incluída na trilha sonora da telenovela Mico Preto.
A faixa-título "SLA Radical Dance Disco Club" foi lançado como segundo single em 12 de julho. Em 10 de outubro o terceiro single, "Você pra Mim", é liberado, trazendo sampler de "Just the Way You Are", de Barry White, além de ser incluída na trilha sonora da telenovela Meu Bem, Meu Mal. A faixa foi a segunda de Fernanda à atingir o primeiro lugar nas rádios. "Speed Racer" foi o quarto lançamento do álbum, liberada em 22 de abril de 1991. Em 19 de setembro chega às rádios o quinto e último single do álbum, "Kamikazes do Amor".

## Alinhamento de faixas
| N.º            | Título                           | Compositor(es)                                                   | Duração  |  |
| 1.             | "Disco Club 1"                   | Fernanda Abreu Sergio Mekler                                     | 0:28     |  |
| 2.             | "A Noite"                        | Fernanda Abreu Luiz Stein Carlos Laufer                          | 4:38     |  |
| 3.             | "SLA Radical Dance Disco Club"   | Fernanda Abreu Leoni                                             | 2:54     |  |
| 4.             | "Kamikazes do Amor"              | Fernanda Abreu                                                   | 4:17     |  |
| 5.             | "Luxo Pesado (Got To Be Real)"   | D. Paich C. Lynn D. Foster Versão: Fernanda Abreu Fausto Fawcett | 4:29     |  |
| 6.             | "Você Pra Mim"                   | Fernanda Abreu                                                   | 4:28     |  |
| 7.             | "Space Sound To Dance"           | Fernanda Abreu Luiz Stein Carlos Laufer                          | 3:04     |  |
| 8.             | "Speed Racer"                    | Fernanda Abreu Herbert Vianna Fábio Fonseca                      | 4:00     |  |
| 9.             | "Vênus Cat People"               | Fausto Fawcett Carlos Laufer                                     | 3:56     |  |
| 10.            | "Disco Club 2 (Melô do Radical)" | Fernanda Abreu Herbert Vianna Fábio Fonseca DJ Marlboro          | 2:18     |  |
| 11.            | "Kung Fu Fighting"               | Carl Douglas                                                     | 3:52     |  |
| Duração total: | Duração total:                   | Duração total:                                                   | 00:38:24 |  |